# Фойрос, Гиоргос
Гиоргос Фойрос (греч. Γεώργιος Φοιρός; род. 8 ноября 1953, Салоники) — греческий футболист, центральный защитник, и тренер.

## Клубная карьера
Профессиональную карьеру начал в 1971 в команде «Арис» из родного города Салоники, в которой провёл двенадцать сезонов, приняв участие в 302 матчах чемпионата. Большинство времени, проведённого в составе «жёлто-черных», был игроком основного состава.
Завершил игровую карьеру в команде «Ираклис», за которую выступал в течение с 1983 по 1986 года и в предпоследнем сезоне выиграл Балканский кубок.

## Карьера за сборную
Дебют за национальную сборную Греции состоялся 13 октября 1974 года в матче квалификации на чемпионат Европы 1976 против сборной Болгарии (3:3).
Был включён в состав на чемпионат Европы 1980 в Италии, где сыграл в двух проигрышных матчах групповой стадии (против Нидерландов (0:1) и Чехословакии (1:3)). Всего Фойрос сыграл за сборную 52 матча.

## Карьера тренера
Начал тренерскую карьеру в 1987 году в клубе Агротикос Астерас. В этом же году был назначен в команду «Анагенниси Янница».
В 1990 году возглавил тренерский штаб клуба «Кавала», после чего тренировал «Левадиакос».
В 1992 году стал главным тренером команды «Арис», тренировав родной клуб из Салоник четыре года, и помог команде попасть на Кубок УЕФА сезона 1994/95.
В течение 1996—1997 годов возглавлял тренерский штаб клуба «Лариса», после чего вернулся в «Арис», когда команда оказалась во втором дивизионе, и сумел вернуть его в элиту.
В дальнейшем работал в клубах ПАС (Янина), «Шкода Ксанти» и «Аполлон» (Каламарья), а в 2002 году третий раз возглавил «Арис» и в 2003 году вывел его в финал Кубка Греции.
В 2003 году был приглашён руководством клуба ОФИ возглавить его команду, с которой проработал до 2004 года, после чего недолго возглавлял «Керкиру» и «Трасивулос».
В течение одного года был главным тренером команды «Ники Волос».
В дальнейшем также возглавлял команды «Агротикос Астерас», «Диагор», «Левадиакос», «Ираклис» (Псахна), «Пиерикос» и «Эйинионкас», а последним местом тренерской работы был клуб «Агротикос», главным тренером команды которого Фойрос был недолго в течение 2017 года.